# Canyon (Californië)
Canyon is een kleine 'unincorporated' plaats in Contra Costa County in Californië in de VS.
In dit plaatsje bevinden zich als enige voorzieningen een postkantoor en een school. Het wordt vaak aanzien als een voorbeeld voor andere plaatsen: in de school worden enkel biologische groenten en hormonenvrij vlees geserveerd als middagmaal, de bewoners zorgen vandaag de dag nog steeds zelf voor het onderhoud van hun wegen...
Over Canyon werd ook een boek geschreven door John van der Zee, The Story of the Last Rustic Community in Metropolitan America genaamd. (ISBN 0-345-22805-7)